# Никишјан
Никишјан или Никша (грч. Νικήσιανη, Никисијани) је насељено место у  општини Кушница у периферији Источна Македонија и Тракија, Грчка. Према попису из 2021. године био је 1.701 становник.
Никишјан је 1913. године имао 1.777 житеља Грка. Године 1923. насељене су 132 грчке избеглице. На попису из 1928. године Никишјан је имао 2.331 становника.